# Улица Маршала Тита у Бачком Петровцу
Улица Маршала Тита у Бачком Петровцу је главна улица у Бачком Петровцу. Простире се од кулпинске улице до петровског споменика.

## Познате грађевине у улици
- Евангелистичка црква
- Парохијски дом и кула катедрале
- Занатски дом
- Матица словачка